# Adam Malik
Adam Malik (Pematang Siantar (Noord-Sumatra), 22 juli 1917 – Bandung (West-Java), 5 september 1984) was de derde vicepresident van Indonesië. Hij was tevens diplomaat en een van de pioniers van de Indonesische journalistiek. Hij is ook de oprichter van ANTARA, het persbureau van de Indonesische overheid.
In 1971 was hij voorzitter van de 26e Algemene Vergadering van de Verenigde Naties.
In 1998 werd hij geëerd met de titel Nationale held van Indonesië.

## Politieke carrière
In Nederlands-Indië was Adam Malik actief als journalist, en in 1937 was hij een van de oprichters van persbureau ANTARA. Tegen het einde van de Japanse bezetting van Nederlands-Indië, op 16 augustus 1945, was Malik een van de 'ontvoerders' van Soekarno en Mohammed Hatta naar Rengasdengklok, waar ze ertoe bijdroegen dat het uitroepen van de Indonesische onafhankelijkheid versneld werd.
Tijdens de Indonesische Onafhankelijkheidsoorlog was Malik een van de vicevoorzitters van het Centraal Indonesisch Nationaal Comité. In 1948 was hij medeoprichter van de politieke partij Murba. Na de Indonesische onafhankelijkheid was hij eerst minder politiek actief. In 1959 werd hij de Indonesische ambassadeur voor de Sovjet-Unie en Polen, en in 1962 was hij voorzitter van de Indonesische delegatie die onderhandelde over de aansluiting van West-Irian bij Indonesië.
Vanaf 1963 raakte Malik nauw betrokken bij de Indonesische nationale politiek. In het Kabinet Kerja IV was hij minister van handel en in het daarop volgende Kabinet Dwikora I werd hij coördinerend minister voor uitvoering van de geleide democratie. Malik verzette zich in toenemende mate tegen president Soekarno, die steeds meer opschoof richting de Communistische Partij van Indonesië (PKI). Toen luitenant-generaal Soeharto in 1966 de macht van Soekarno overnam (door middel van de Supersemar) stond Malik er daarom goed op voor meer ministersposten.
Direct na de Supersemar, na arrestatie van minister Soebandrio, werd Malik diens opvolger als minister van buitenlandse zaken in het Kabinet Dwikora II. Hij hield die post tot 1977, in de kabinetten Dwikora III, Ampera I en II en Pembangunan I en II. Hij was daarna een jaartje de voorzitter van het Raadgevend Volkscongres en van 1978 tot 1983 vicepresident onder Soeharto in het Kabinet Pembangunan III. Ondanks zijn grote rol in de kabinetten van Soeharto was hij niet bang om daar kritiek op te leveren. Tijdens zijn vicepresidentschap bekritiseerde hij Soeharto vanwege diens gedragingen als een 'feodale Javaanse koning'.